# Stéphane Sednaoui
Stéphane Sednaoui (París, 27 de febrero de 1963) es un fotógrafo, productor y director francés.

## Biografía
Nació el 27 de febrero de 1963 en París, aunque a principio de los años 90 se muda a Nueva York. Ha realizado multitud de trabajos en ámbitos como: reportajes, moda, videoclips o publicidad.[cita requerida]
Como reportero ha cubierto para el diario Libération temas tan variados como La Revolución Rumana, el desfile del Bicentenario de la Revolución y los atentados del 11 de septiembre.
Trabaja como fotógrafo de moda y retratista para revistas de cultura y moda como The Face, Vogue Italia y Numero.
Como realizador de videoclips, ha dirigido más de cincuenta, sobre todo para pour Red Hot Chili Peppers (Give It Away), NTM (Le monde de demain), Björk (Big time sensuality), MC Solaar (Nouveau Western), Youssou N'Dour y Neneh Cherry, Garbage (Queer), Depeche Mode, Tricky, Madonna y U2.
También algunas fotos para portadas de álbumes, sobre todo para Mirwais (Production), Björk (Post), Tricky (Pre-Millenium Tension), et Kylie Minogue (Impossible Princess).
Una antología en DVD, The work of director: Stéphane Sednaoui, fue publicada en octubre del 2005, recogiendo todo el trabajo realizado en videoclips hasta la fecha.

## Filmografía

### Cortos
- "Acqua Natasa" (director, productor) (2002)
- "Walk On the Wild Side" (director, productor) (2005) A 10 minute film based on Lou Reed's song "Walk on the Wild Side".
- "Army of Me" (director, producer) (2005) Animación basada en la canción de Björk Army of Me.

### Music videos
- 1990 - Le monde de demain de Suprême NTM
- 1991 - Kozmik de Ziggy Marley
- 1991 - Give It Away de Red Hot Chili Peppers
- 1991 - "Mysterious Ways" de U2
- 1992 - "Breaking the Girl" por Red Hot Chili Peppers
- 1992 - "Sometimes Salvation" por The Black Crowes
- 1993 - "Way of the Wind" (version 1) por P.M. Dawn
- 1993 - "Fever" por Madonna
- 1993 - "Today" por The Smashing Pumpkins
- 1993 - "Big Time Sensuality" por Björk
- 1994 - "Nouveau Western" por MC Solaar
- 1994 - "7 seconds" (version 1) por Youssou N'Dour & Neneh Cherry
- 1994 - "Sly" por Massive Attack
- 1995 - "Fragile" por Isaac Hayes
- 1995 - "Queer" por Garbage
- 1995 - "Fallen Angel" por Traci Lords
- 1995 - "Hell Is Round the Corner" por Tricky
- 1995 - "Pumpkin" por Tricky
- 1996 - "Here Come the Aliens" por Tricky
- 1996 - "Ironic" por Alanis Morissette
- 1996 - "Whatever You Want" por Tina Turner
- 1996 - "GBI: German Bold Italic" por Towa Tei & Kylie Minogue
- 1996 - "Possibly Maybe" por Björk
- 1996 - "Milk" por Garbage
- 1997 - "Sleep to Dream" por Fiona Apple
- 1997 - "Discothèque" (version 1) por U2
- 1997 - "Gangster Moderne" por MC Solaar
- 1997 - "Never Is a Promise" por Fiona Apple
- 1998 - "Thank U" por Alanis Morissette
- 1998 - "Lotus" por R.E.M.
- 1999 - "I'm Known" por Keziah Jones
- 1999 - "Falling in Love Again" por Eagle-Eye Cherry
- 1999 - "You Look So Fine" por Garbage
- 1999 - "Sweet Child o' Mine" por Sheryl Crow
- 1999 - "Scar Tissue" por Red Hot Chili Peppers
- 1999 - "For Real" por Tricky, featuring DJ Muggs & more
- 1999 - "Nothing Much Happens" por Ben Lee
- 1999 - "Summer Son" por Texas
- 1999 - "Around the World" por Red Hot Chili Peppers
- 1999 - "The Chemicals Between Us" por Bush
- 2000 - "Mixed Bizness" por Beck
- 2000 - "Tailler la zone" por Alain Souchon
- 2000 - "Let's Ride" por Q-Tip
- 2000 - "Disco Science" por Mirwais
- 2000 - "I Can't Wait" por Mirwais
- 2001 - "Dream On" por Depeche Mode
- 2001 - "Little L" por Jamiroquai
- 2003 - "Anti-matter" por Tricky
- 2009 - "Get It Right" por YAS